# Туривалиняни
Туривалиня̀ни (на италиански: Turrivalignani) е село и община в Южна Италия, провинция Пескара, регион Абруцо. Разположено е на 312 m надморска височина. Населението на общината е 886 души (към 2010 г.).